# Antsatsaka
Antsatsaka is een plaats in Madagaskar gelegen in de regio Diana. In 2001 telde de plaats bij de volkstelling 10214 inwoners.
In de plaats is basisonderwijs en voortgezetonderwijs voor jonge kinderen beschikbaar. 98 % van de bevolking is landbouwer. Er wordt met name cacao verbouwd, maar bananen, koffie en sinaasappelen komt ook voor. 2% van de bevolking voorziet zich via visserij in levensonderhoud.